# Eckerö
Ne doit pas être confondu avec Ekerö.
Eckerö est une municipalité du territoire d'Åland, territoire finlandais autonome situé en mer Baltique ayant le suédois comme seule langue officielle. À Eckerö, 95 % de la population a pour langue officielle le suédois.

## Géographie
C'est la commune la plus occidentale du pays, sur une île satellite reliée par une chaussée à l'île principale. Elle compte 7 villages. Elle est bordée à l'est par Hammarland et située à 35 km de la capitale Mariehamn.
Cette position privilégiée en a fait une étape essentielle sur la route postale historique entre la Suède et la Finlande. Une immense maison de la poste et des douanes y a d'ailleurs été construite par Carl Ludwig Engel à Storby, le principal village, en 1828.
La commune est reliée directement à la Suède, au port de Grisslehamn (Commune de Norrtälje). La liaison dure juste deux heures et est assurée par Eckerö Linjen.
La municipalité tire aujourd'hui l'essentiel de ses revenus du tourisme, les touristes étant attirés par une petite église du XIIIe siècle, un des meilleurs taux annuel d'ensoleillement de la mer Baltique, ou simplement la possibilité de se plonger dans la vie typique de petits villages fiers de leurs traditions, où l'Arbre de mai richement décoré se dresse fièrement tout au long de l'année.
Derrière un visage de commune hors du temps, elle bénéficie de la forte croissance économique de l'archipel, tirée par les taxes portuaires des navires, la situation fiscale avantageuse et le commerce en duty-free.

## Démographie
Depuis 1980, l'évolution démographique d'Eckerö est la suivante, :
| Année      | 1980 | 1985 | 1990 | 1995 | 2000 | 2005 | 2010 | 2015 |
| ---------- | ---- | ---- | ---- | ---- | ---- | ---- | ---- | ---- |
| population | 685  | 769  | 811  | 823  | 830  | 925  | 943  | 936  |

## Galerie

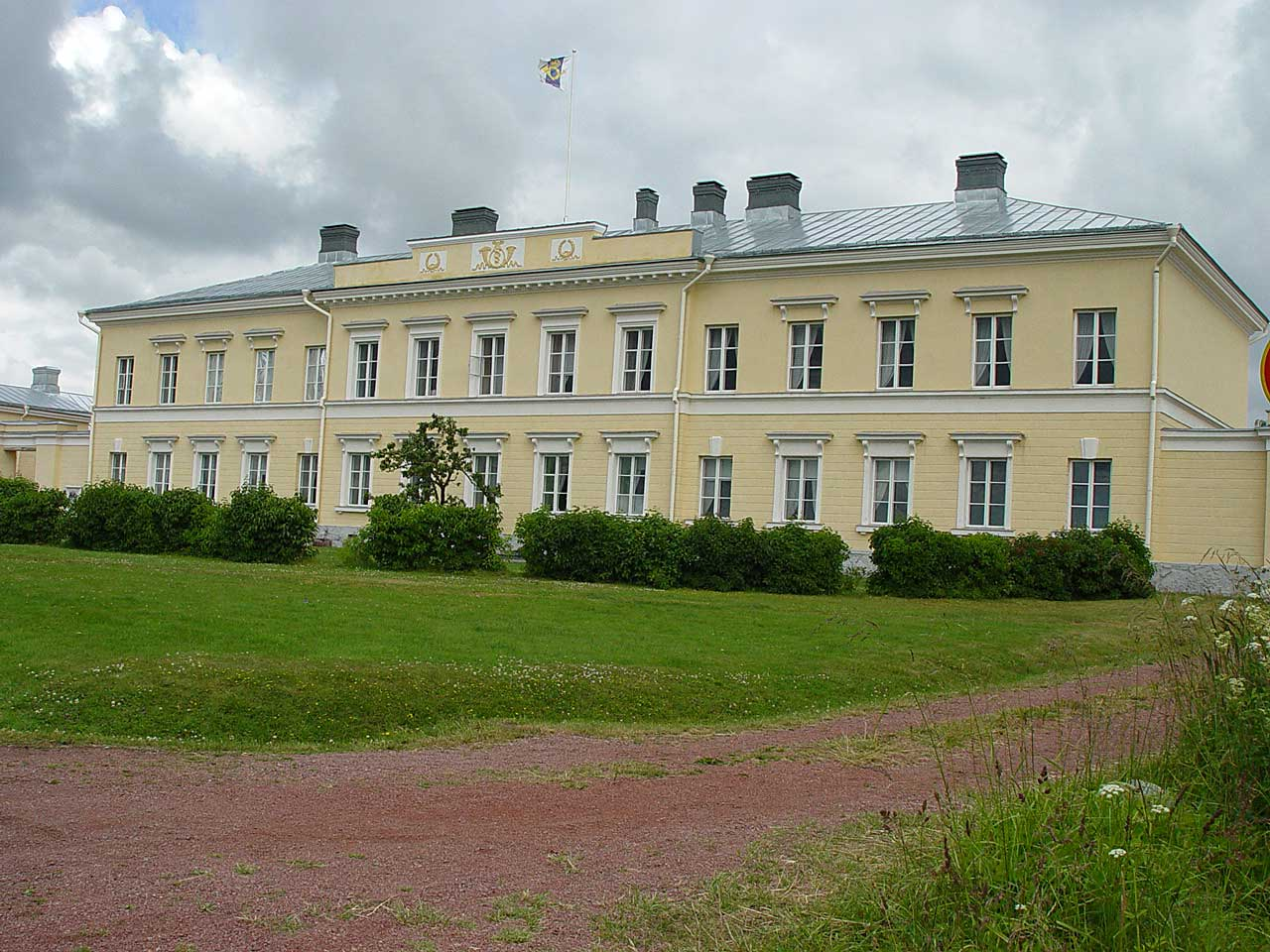
Le bâtiment de la poste et des douanes (fi)
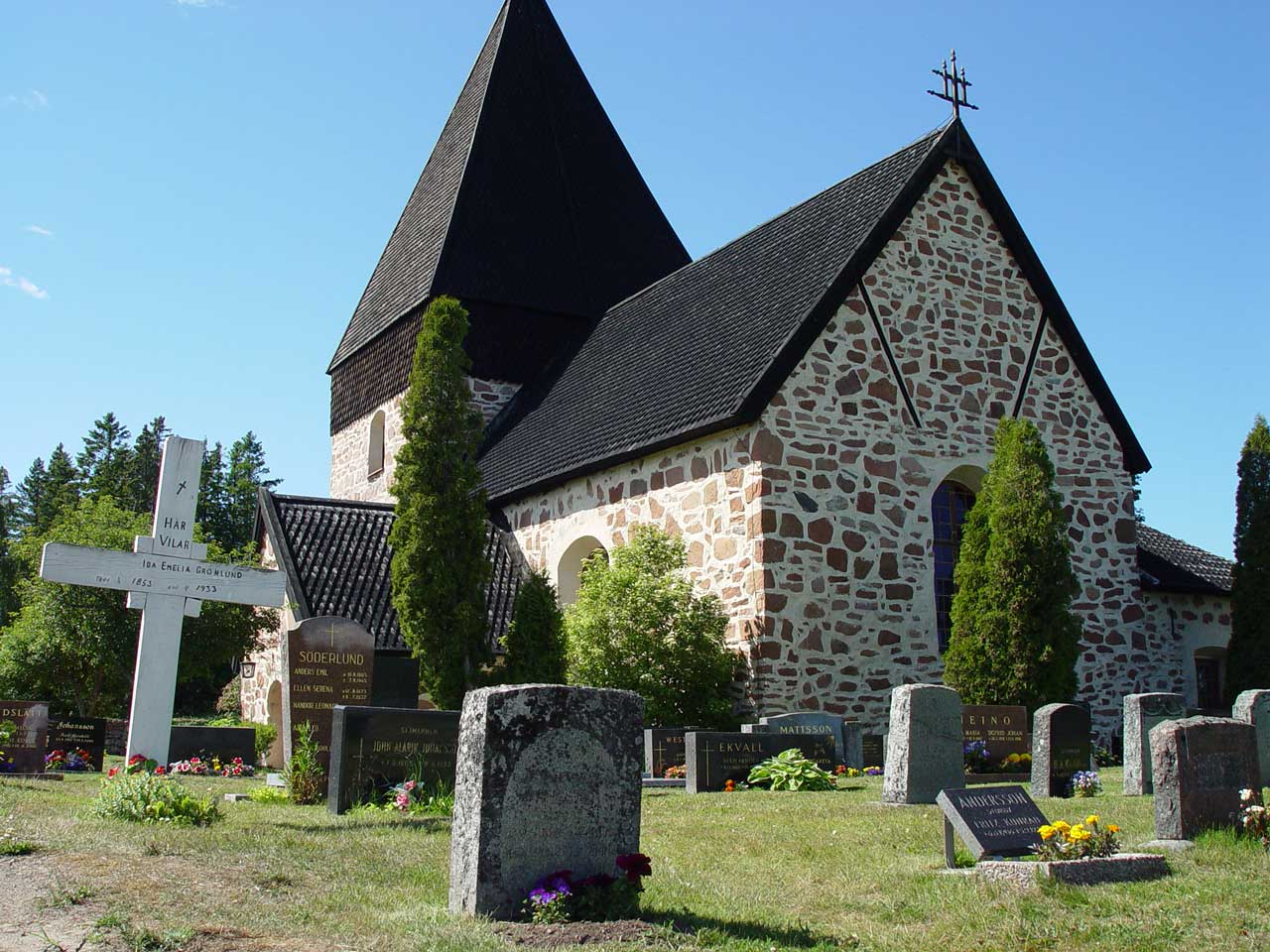
L'église d'Eckerö
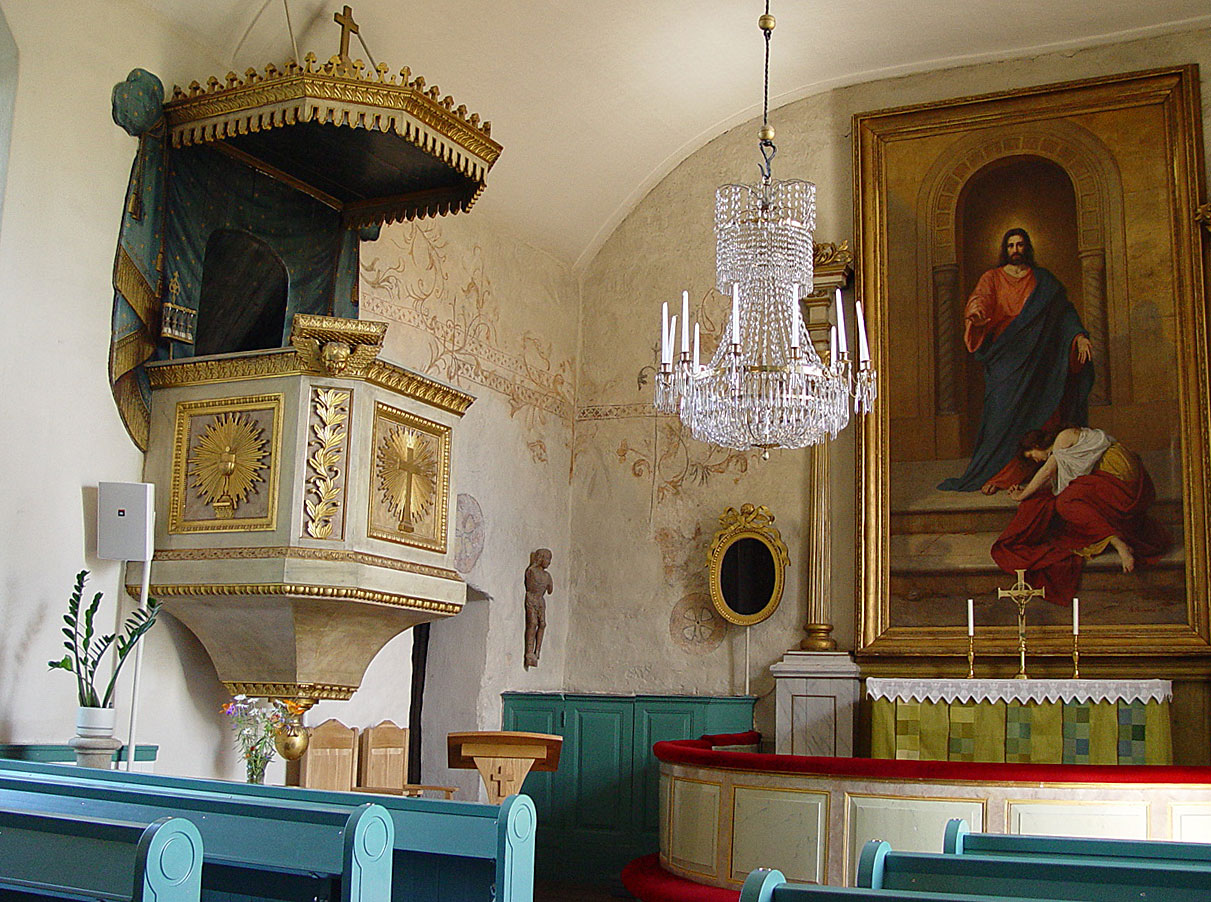
Intérieur de l'église